# Fasciospongia
Fasciospongia is een geslacht van sponsdieren uit de klasse van de Demospongiae (gewone sponzen).

## Soorten
- Fasciospongia benoiti (Thomas, 1979)
- Fasciospongia cacos (Lendenfeld, 1889)
- Fasciospongia caerulea Vacelet, 1959
- Fasciospongia cava (Hentschel, 1912)
- Fasciospongia cavernosa (Schmidt, 1862)
- Fasciospongia costifera (Lamarck, 1814)
- Fasciospongia cycni (Lendenfeld, 1889)
- Fasciospongia euplectella (Hentschel, 1912)
- Fasciospongia flabellum (Lendenfeld, 1889)
- Fasciospongia friabilis (Hyatt, 1877)
- Fasciospongia lordii (Lendenfeld, 1889)
- Fasciospongia ondaatjeana (Lendenfeld, 1889)
- Fasciospongia operculum (Lendenfeld, 1897)
- Fasciospongia pikei (Hyatt, 1877)
- Fasciospongia retiformis (Lendenfeld, 1889)
- Fasciospongia rigida (Lendenfeld, 1889)
- Fasciospongia rimosa (Lamarck, 1814)
- Fasciospongia seychellensis (Thomas, 1973)
- Fasciospongia turgida (Lamarck, 1814)